# トマス・メヒア

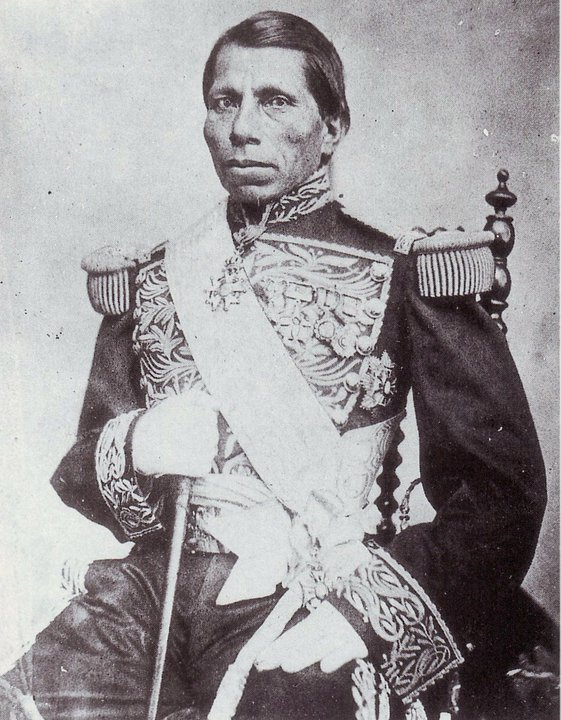
Tomás Mejía

ホセ・トマス・デ・ラ・ルス・メヒア・カマチョ（José Tomás de la Luz Mejía Camacho、1820年9月17日 - 1867年6月19日）は、メキシコ、ケレタロ州、シエラ・ゴルダ、ピナル・デ・アモレス出身の軍人。レフォルマ戦争に際しては、軍事政権について戦い、フランスによるメキシコ出兵に際してはメキシコ帝国について戦った。メキシコ帝国ではミゲル・ミラモンとともにメキシコ皇帝マクシミリアンのために最後まで戦っておりイニシャルから「3M」と呼ばれた。1867年6月19日に軍事裁判で国家反逆罪で3人ともに有罪判決を受け銃殺された。